# Fiodor Gagauz
Fiodor Gagauz (în rusă Фёдор Никодимович Гагауз; n. 23 octombrie 1958, Gaidar, Găgăuzia) este un jurist și politician găgăuz, care din decembrie 2014 este deputat în Parlamentul Republicii Moldova de legislatura a XX-a, ales pe listele Partidului Socialiștilor din Republica Moldova (PSRM). Face parte din Comisia parlamentară pentru drepturile omului și relații interetnice.
Gagauz este liderul Mișcării „Edinaia Găgăuzia” („Găgăuzia Unită”) și deputat în Adunarea Populară a Găgăuziei. În 2012 a candidat la funcția de președinte al Adunării Populare a UTA Gagauz-Yeri.

## Date biografice
Gagauz a absolvit Școala Superioară din Kiev a MAI al URSS.
Între anii 1982-2002 a lucrat în diverse funcții de conducere în structurile Ministerului Afacerilor Interne al Republicii Moldova. Are grad de colonel.
În 1999 a fost numit în funcția de șef al administrației Ministerului Afacerilor Interne al Găgăuziei.
Din 2001 până în prezent este profesor universitar, predă la Universitatea de Stat din Comrat, Facultatea Juridică.
Este căsătorit și are doi copii.

## Activitate politică
Din decembrie 2006 este președinte al Mișcării «Единая Гагаузия» (Edinaia Găgăuzia, „Găgăuzia Unită”). Prin mișcarea pe care o conduce, el pledează pentru transformarea Republicii Moldova într-o federație, în care Transnistria și UTA Gagauz Yeri ar avea calitate de subiecți. 
În 2012 a candidat la funcția de președinte al Adunării Populare a UTA Gagauz-Yeri. În primul tur a concurat cu doi candidați - Dmitri Constantinov, susținut de Mișcarea „Novaia Gagauzia” („Găgăuzia Nouă”) și Procurorul din Găgăuzia, Gheorghii Leiciu. Nimeni din ei nu a acumulat 18 voturi, necesare pentru a fi ales în funcția de președinte al Adunarii Populare a Găgăuziei. Ca urmare, a fost organizat turul doi, cu participarea lui Dmitri Constantinov, care a obținut 17 voturi, iar Fiodor Gagauz, nici unul. A urmat al treilea tur, în care cu votul a 20 din cei 24 deputați ai legislativului din regiune, care au participat la ședință, Dmitri Constantinov a fost ales președinte al Adunării Populare a UTA Gagauz-Yeri. Gagauz, obținuse un singur vot.
Gagauz a fost unul dintre cei care au sprijinit referendumul din 2 februarie 2014 din Găgăuzia, organizat la inițiativa guvernatorului regiunii Mihail Formuzal, prin decizia Adunării Populare de la Comrat, care a fost în cele din urmă declarat ilegal de către autoritățile centrale ale Republicii Moldova.
La alegerile parlamentare din 30 noiembrie 2014 Fiodor Gagauz a fost inclus pe locul 6 în lista electorală a PSRM, nefiind membru de partid, și reușind în rezultatul alegerilor să devină deputat în Parlamentul Republicii Moldova de legislatura a XX-a. În același timp, Gagauz este membru al Consiliului Politic Național al Partidului Regiunilor, condus de bașkanul Găgăuziei, Mihail Formuzal. În contextul alegerilor, Fiodor Gagauz a declarat că și-a suspendat activitatea în Partidul Regiunilor.